# ブラック川 (クイーンズランド州)
ブラック川（ブラックがわ、英語: Black River）は、オーストラリア、クイーンズランド州ノース・クイーンズランドを流れる川。
源は、グレートディヴァイディング山脈のベン・ロモンド・イースト (Ben Lomond East) 近くに発し、北東方向へ流れていく。流路は、概ねハーベイ・レンジ開発道路 (the Hervey Range Developmental Road) 沿いに進み、カタラクト山 (Mount Cataract) とブラック山 (Mount Black) を過ぎて、ボール平野 (Bohle Plains) を流れる。クルバー (Kulburr) 付近でブルース・ハイウェイが川を横切り、ヤブルーとビーチ・ホルム (Beach Holm) の間、タウンズビルの北西およそ10キロメートル (6 mi)で、川は珊瑚海に注ぐ。
ブラック川は、 33-キロメートル (21 mi)を流れる間に84メートル (276 ft)を流れ下る。流域面積は、1,060平方キロメートル (409 sq mi)で、これには36平方キロメートル (14 sq mi)の河川湿地、10.6平方キロメートル (4 sq mi)の河口湿地が含まれている。
ブラック川では、22種の魚類が確認されており、グラスフィッシュ、ハゼの一種 awaous acritosus、トウゴロウイワシ目トウゴロウイワシ科クラテロケファルス亜科の一種 craterocephalus stercusmuscarum、カワアナゴ科の一種 hypseleotris aurea、オオクチユゴイ、バラマンディ、イセゴイ、レインボーフィッシュの一種 Melanotaenia splendida splendida、クロホシマンジュウダイ (スポットスキャット、 scatophagus argus )、シマイサキ科コトヒキ属コトヒキ (terapon jarbua) などが生息している。
川の名は、牧畜業者、商人として活動したタウンズビルの開拓者ジョン・メルトン・ブラックに因んだものである。タウンズビル郊外のサバーブであるブラック・リバーは、この区域の北部を通るブラック川から名付けられている。
支流であるアリス川 (the Alice River) は、南緯19度15分00秒 東経146度37分59秒 / 南緯19.25000度 東経146.63306度でブラック川と合流する。アリス川は、タウンズビルのサバーブのひとつであるアリス・リバーの西側の境界を成している。